# Одоевщина
Одоевщина — село в Сараевском районе Рязанской области России, входит в состав Желобовского сельского поселения.

## История
В 1669 году Алексей Михайлович пожаловал князю Никите Ивановичу Одоевскому земли к югу от Рязани: «Пожаловать ему, Одоевскому, на речке Мокрой и Сухой Алешни порожние земли 766 четвертей, а в поле в два раза больше». На этих землях князь основал на берегу реки Алёшня поселение, которое сперва именовалось Новый Усад. Когда здесь была построена церковь (и поселение, соответственно, получило статус села), название было изменено на Покровское. В конце концов за селом утвердилось название Одоевщина — по имени основателя.
Новая Усада, Покровское тож, в качестве села с часовней святителя Николая упоминается в окладных книгах 1676 года. В 1681 году в селе уже значится церковь Никольская. Построение вместо деревянной каменной церкви в честь Покрова Пресвятой Богородицы начато по храмозданной грамоте, данной 14 июля 1789 года согласно просьбе княгине Варвары Николаевны Гагариной. В 1795 году новопостроенная каменная церковь была освящена. Одновременно с церковью устроена была и каменная ограда. С 1877 года существовала сельская школа, в которой местный священник состоит законоучителем. 
В XIX — начале XX века село входило в состав Кутло-Борковской волости Сапожковского уезда Рязанской губернии. В 1906 году в селе было 117 дворов.
С 1929 года село являлось центром Одоевского сельсовета Сараевского района Рязанского округа Московской области, с 1937 года — в составе Рязанской области, с 2005 года — в составе Желобовского сельского поселения.

## Население
| 1859 | 1897 | 1906 | 2010 |
| ---- | ---- | ---- | ---- |
| 1243 | ↘905 | ↗968 | ↘53  |